# My Song for You (尾崎亜美の曲)
「My Song for You」（マイ・ソング フォー・ユー）は、尾崎亜美の14作目のシングル。1982年5月21日にキャニオンレコード/F-LABELから発売された。

## 概要・背景
表題曲「My Song for You」は、アサヒ飲料の乳酸菌飲料「カルピス」のテレビCMのために書き下ろされたもの。CMでは商品に合わせて「My Song for You」の部分を「CALPIS for you」と歌っており、タイトルも「CALPIS for you」と変更して使用された。ほか、大京観光ライオンズマンションCMソングとしても使用された。
同年11月に発売されたアルバム『Shot』にはアルバムバージョンで収録された。
2013年に放送された「カルピス」のCMでは、ORIGINAL LOVEの田島貴男の歌とアレンジによる「CALPIS for you」のカバー・バージョンがテーマソングとして復活した。田島は「インターネットや携帯電話の普及によって、顔を合わせなくても簡単にコミュニケーションが取れるようになった現代だからこそ、大切な人がそばにいて、笑顔を交わすひとときが、かけがえのない時間であることに改めて気付かされます。そこで、人と人との繋がりや絆の大切さを歌った「CALPIS for you」をテーマソングとして復活させました」と述べている。2014年には「カルピス ″未来へピース篇″ 2014バージョン」として、浜崎貴司とつじあやののデュエット・バージョンが使用され、同年6月29日から7月7日まで放送された。
因みに「My Song for You」というタイトルは、2016年4月20日にリリースされたベストアルバム『My Songs for You 尾崎亜美 40th Anniversary BEST』にも流用された。
カップリング曲「Foggy Night」は、デイヴィッド・フォスターが全曲のアレンジを担当したアルバム『Air Kiss』からのシングルカット。この曲はB'zのギタリスト松本孝弘が、2003年11月にリリースされた自身の企画アルバム『THE HIT PARADE』の中で、ゲストボーカルに滴草由実を迎えてカバーしている。

## 収録曲
SIDE A
My Song for You（4:16）
作詞・作曲・編曲：尾崎亜美
SIDE B
Foggy Night（4:10）
作詞・作曲：尾崎亜美 / 編曲：デイヴィッド・フォスター

## 参考資料
- 尾崎亜美『My Song for You』（シングルレコード）キャニオンレコード/F-LABEL、1982年5月21日。7A0177。